# K-64 Kuummiit
K-64 Kuummiit ist ein grönländischer Fußballverein aus Kuummiit.

## Geschichte
K-64 Kuummiit wurde 1964 gegründet und ist der drittälteste Verein Ostgrönlands.
Der Verein ist erstmals 2002 als Teilnehmer der Grönländischen Fußballmeisterschaft bezeugt. Er trat dabei mit zwei Mannschaften in der neuen ostgrönländischen Qualifikationsgruppe an, konnte sich aber nicht für die Schlussrunde qualifizieren. Für 2009 ist ebenfalls eine Teilnahme der Qualifikation belegt, aber erneut konnte sich K-64 nicht qualifizieren. 2013 konnte sich K-64 Kuummiit erstmals für die Schlussrunde qualifizieren, wo der Verein aber alle vier Spiele verlor und Letzter wurde. Im Jahr darauf scheiterte der Verein in der Qualifikation. Seit 2017 hat keine ostgrönländische Mannschaft mehr an der Meisterschaft teilgenommen.
Die Mannschaft K-64 Oldboys trat im Østgrønland Cup 2021 an, 2023 nahm K-64 am Kuum Cup teil.

## Platzierungen bei der Meisterschaft
- 1966/67: nicht teilgenommen
- 1967/68: unbekannt
- 1969: unbekannt
- 1970: unbekannt
- 1971: unbekannt
- 1972: unbekannt
- 1973: unbekannt
- 1974: unbekannt
- 1975: unbekannt
- 1976: unbekannt
- 1977: unbekannt
- 1978: unbekannt
- 1979: unbekannt
- 1980: unbekannt
- 1981: unbekannt
- 1982: unbekannt
- 1983: unbekannt
- 1984: unbekannt
- 1985: unbekannt
- 1986: unbekannt
- 1987: unbekannt
- 1988: unbekannt
- 1989: unbekannt
- 1990: nicht teilgenommen
- 1991: nicht teilgenommen
- 1992: nicht teilgenommen
- 1993: nicht teilgenommen
- 1994: unbekannt
- 1995: nicht teilgenommen
- 1996: unbekannt
- 1997: unbekannt
- 1998: unbekannt
- 1999: nicht teilgenommen
- 2000: nicht teilgenommen
- 2001: nicht teilgenommen
- 2002: nicht qualifiziert (Erste und Zweite Mannschaft)
- 2003: nicht teilgenommen
- 2004: unbekannt
- 2005: unbekannt
- 2006: unbekannt
- 2007: unbekannt
- 2008: unbekannt
- 2009: nicht qualifiziert
- 2010: nicht teilgenommen
- 2011: nicht teilgenommen
- 2012: unbekannt
- 2013: Platz 8 (von 8)
- 2014: nicht qualifiziert
- 2015: unbekannt
- 2016: unbekannt
- 2017: nicht teilgenommen
- 2018: nicht teilgenommen
- 2019: nicht teilgenommen
- 2020: nicht teilgenommen
- 2021: (nicht ausgetragen)
- 2022: unbekannt
- 2023: unbekannt